# Comté de Hornebourg
Le Comté de Hornebourg ou Horneburg ou Horbourg correspond aux anciennes seigneuries de Horbourg et Riquewihr rattachées avec le Comté de Montbéliard dans un nouveau territoire, le Haut-Wurtemberg, acquis par traité en 1445  par Louis I de Wurtemberg.
Lors de son mariage en 1747, Élisabeth de Sanderleben de Coligny transmet les droits de la maison Wurtemberg-Montbéliard à Thomas de Pillot de Chenecey qui devient comte de Pillot-Coligny et du Saint-Empire. 
Un des fils de Léopold-Eberhard de Wurtemberg, Karl Léopold de L'Espérance (1716-1793), sera fait Comte de Horneburg en 1761 par l’empereur d'Autriche François Ier. 

Dans ses Mémoires, Saint-Simon raconte dans quelles circonstances il prit ce nom.
Le Comté de Hornebourg a été rattaché à la France en 1796 lors de la cession de la principauté de Montbéliard par le Duc de Wurtemberg. Il est désigné dans le traité du Directoire comme "le comté de Horbourg" et correspond à cet ancien territoire alsacien aujourd'hui situé dans le Haut-Rhin. 